# 鹿译文
鹿译文（1996年5月16日—），福州人，祖籍山东淄博，中国女子水球运动员，亦為中國國家女子水球隊成員。

## 簡歷
鹿译文本是游泳运动员，后来发现水球更有意思，于是在2011年开始改练水球，不到三年时间就入选了国家队。
2014年9月，鹿译文代表中國出戰韓國仁川舉行的亞運會水球比賽項目，協助球隊成功衛冕金牌。2021年7月，入选2020年夏季奥林匹克运动会中国代表团。